# Halo (Machine Head)
"Halo" je treći i posljednji singl američkog thrash metal sastava Machine Head s njihovog šestog studijskog albuma The Blackening, objavljen 2007.
To je ujedno i jedina pjesma na albumu koju su zajedno napisali svi članovi sastava. Pjesma govori o ratu. Snimljen je i spot koji je premijerno prikazan 31. svibnja 2008. te je skraćen s 9:04 minuta, koliko je dugačka pjesma na albumu na 5:11. Flynn je izjavio da mu je inspiracija za spot bio sastav Judas Priest.

## Popis pjesama
1. "Halo" (radijska verzija) - 5:03
2. "Halo" (uživo) - 8:57

## Produkcija
- Robb Flynn : vokal, gitara
- Phil Demmel : gitara
- Adam Duce : bas, prateći vokal
- Dave McClain : bubnjevi